# Lazza
Lazza, seudónimo de Jacopo Lazzarini (Milán, 22 de agosto de 1994), es un rapero, músico y productor discográfico italiano.

## Biografía

### Primeros años
Comenzó sus estudios de piano en el liceo musical del Conservatorio Giuseppe Verdi de Milán, cambiando posteriormente su especialidad por un liceo lingüístico pero sin obtener el diploma. Posteriormente se adentró en el mundo del hip-hop, uniéndose a los colectivos Zero2 y Blocco Recordz. En 2009 participó en el evento anual de estilo libre Tecniche Perfette.
El 5 de noviembre de 2012, hizo su debut discográfico con el lanzamiento del mixtape Destiny Mixtape, que se distribuyó de forma gratuita; Giaime aparece en la canción Putas. El 29 de diciembre de 2014 fue el turno de un segundo mixtape, K1 Mixtape, realizado con la producción de DJ Telaviv de Blocco Recordz; Este lanzamiento también contó con la participación del rapero Emis Killa en la canción #NSSAUC. La colaboración con este último se renovó al año siguiente con las canciones B.Rex Bestie y Bella idea, presentes en Keta Music Vol. 2.
En 2016 participó en el programa de radio de hip hop Real Talk Radio. El 12 y 30 de diciembre del mismo año puso a disposición digitalmente los sencillos DDA y Super Santos Freestyle.

### Zzala
El 20 de marzo de 2017, Lazza anunció su álbum debut Zzala, que se lanzó el 14 de abril siguiente. En comparación con los mixtapes anteriores, el álbum se caracteriza por el cruce entre sonidos trap y el uso del piano de inspiración clásica; Entre las once canciones que contiene también está MOB, creada con la participación de Nitro y Salmo. El álbum se promocionó en el verano de 2017 a través de dos giras, el Zzala Tour y el Zzala Winter Tour.
En los meses siguientes se dedicó a producir canciones para Ernia (Disgusting), Nitro (Pasepartout) y Salmo ( Monday ). Fabri Fibra participa en su canción Lario RMX. Además, Zzala está certificado como oro, al igual que las canciones DDA y MOB, mientras que la canción Lario está certificada como platino.

### Re MidayJ
En julio de 2018 lanzó el sencillo Porto Cervo, que luego fue certificado platino. Precedido por los sencillos Gucci Ski Mask (que cuenta con la colaboración de Gué Pequeno) y Netflix, el 1 de marzo de 2019 se lanzó su segundo álbum de estudio, Re Mida, que cuenta con la colaboración de Tedua, Izi, Fabri Fibra, Luchè, Giaime y Kaydy Cain.
El álbum representa una nueva evolución del estilo musical de Lazza, que abarca casi en su totalidad la música trap. El álbum, producido por 333 Mob y Universal, debutó en la primera posición en el FIMI Album Chart. El 3 de octubre se lanzará Re Mida (Aurum), una reedición del álbum original con bonus tracks, y el EP Re Mida (Piano Solo), este último conteniendo algunas canciones del álbum original reorganizadas solo para piano y voz. Los álbumes fueron precedidos por el lanzamiento del sencillo Ouver2re.
El 6 de julio de 2020, anunció el lanzamiento del mixtape J, que salió el 17 del mismo mes.  El álbum consta de diez temas en colaboración con artistas como Capo Plaza, Thasup, Pyrex y Tony Effe del colectivo Dark Polo Gang, Gué Pequeno, Shiva, Rondodasosa, Geolier y Gemitaiz . En el mismo año aparece en tres piezas del mixtape Bloody Vinyl 3 de los DJ productores Slait, Low Kidd, Young Miles y Thasup .

### Sirio
En marzo de 2022 se hizo oficial el lanzamiento del álbum Sirio, que tuvo lugar el 8 de abril siguiente. Producido en gran parte por Low Kidd, Drillionaire y Young Miles, contiene 17 temas en colaboración con raperos italianos e internacionales como Tory Lanez, French Montana, Geolier, Sfera Ebbasta y Noyz Narcos. Le precedieron los sencillos Ouv3rture y Molotov, disponibles el 10 y el 25 de marzo respectivamente. El álbum debutó en el primer lugar en la lista de álbumes FIMI y, en la misma semana, la séptima canción Piove (en colaboración con Sfera Ebbasta) alcanzó la cima de la lista Top Singles .
En los dos años siguientes, Sirio fue certificado como diamante, el primer álbum de rap italiano en lograr este objetivo. También es el tercer álbum que permanece en la cima de la lista de música italiana FIMI durante más tiempo (21 semanas), superando el récord anterior de Vivere o niente de Vasco Rossi. Al final del año también resultó ser el artista con más ventas en Italia, con cada una de sus canciones certificadas, otro récord.
El 16 de diciembre de 2024, Sirio fue certificado como diamante.

### Festival de San Remo 2023
En 2023 participó por primera vez en su carrera en el 73º Festival de San Remo, durante el cual presentó la canción Cenere, quedando en segundo lugar. Durante la velada dedicada a las versiones, interpretó La fine de Nesli junto a Emma Marrone y Laura Marzadori.
El 31 de marzo de 2023, con motivo de la primera gira del artista en arenas, se lanzó el sencillo Zonda. Ese mismo año se lanzó el álbum 10 de Drillionaire, en el que Lazza aparece como artista invitado en cuatro temas, incluido el sencillo Bon ton, que debutó en la cima del Top Singoli. El 17 de noviembre colaboró en la canción G63 de Sfera Ebbasta en colaboración con Shiva, incluida en X2VR.

### Locura
El 27 de febrero de 2024 se lanzó el sencillo 100 messaggi, presentado originalmente por el artista en la noche final del 74° Festival de San Remo, al que siguió, el 13 de septiembre del mismo año, el lanzamiento de Zeri in più (Locura), en colaboración con Laura Pausini. Ambos lanzamientos anticipan el lanzamiento del cuarto álbum de estudio Locura, que tuvo lugar el 20 de septiembre. El álbum cuenta con apariciones especiales de Artie 5ive, Guè, Marracash, Kid Yugi, Ghali, Sfera Ebbasta y Lil Baby.
Al igual que los trabajos anteriores de Lazza, Locura logró un éxito comercial considerable, debutando en el número 1 en el FIMI Album Chart y siendo certificado platino en solo una semana. También resultó ser el álbum más vendido en la primera semana en la historia del rap italiano, y el álbum más vendido en Italia, nuevamente en el mismo período de tiempo, en la era del streaming.
El 27 de noviembre del mismo año lanzó el sencillo Ouverfoure.

## Vida privada
De 2020 a 2023 estuvo vinculado con la modelo y bailarina Debora Oggioni.
Actualmente está vinculado con la modelo e influencer Greta Orsingher. El 13 de noviembre de 2024 nació su primer hijo llamado Noah.

## Discografía
- 2017 – Zzala
- 2019 – Re Mida
- 2020 – J
- 2022 – Sirio
- 2024 – Locura

## Giras
- 2017 – Fuego Tour
- 2017 – Zzala Tour
- 2019 – Re Mida Tour
- 2022 – Sirio Tour
- 2023 – Ouver-Tour
- 2025 – Locura Tour

## Participación en eventos de canto
- Festival de San Remo (Rai 1)
  - 2023 – 2º puesto con Cenere